# Sam Kendricks
Sam Kendricks (* 7. September 1992 in Oxford, Mississippi) ist ein US-amerikanischer Stabhochspringer.

## Sportliche Laufbahn
Sam Kendricks wurde in Oxford, Mississippi geboren und besuchte zunächst die dortige High School, bevor er später zur University of Mississippi ging.
Bei der Sommer-Universiade 2013 im russischen Kasan gewann Sam Kendricks die Goldmedaille. 2015 qualifizierte er sich nach dem Sieg bei den US-Trials für die Weltmeisterschaften in Peking, bei denen er mit 5,65 m Neunter wurde.
2016 gewann er bei den Hallenweltmeisterschaften in Portland die Silbermedaille mit übersprungenen 5,80 m. In der Freiluftsaison wurde er erneut US-Meister und sicherte sich damit einen Startplatz für die Olympischen Spiele in Rio de Janeiro. Dort gewann er mit 5,85 m im Finale die Bronzemedaille.
Bei den Weltmeisterschaften 2017 in London gewann Kendricks im Stabhochsprungfinale als einziger Athlet, der die Höhe von 5,95 m übersprang, vor Piotr Lisek und Renaud Lavillenie die Goldmedaille.
Auch bei den Weltmeisterschaften 2019 in Doha gewann er den Titel, diesmal vor Duplantis und ebenfalls Lisek.
2020 nahm Kendricks am 3. Mai Ultimate Garden Clash genannte Fernwettkampf teil und belegte hinter Renaud Lavillenie und Armand Duplantis den dritten Platz.
Bei den aufgrund der COVID-19-Pandemie um ein Jahr verschobenenen Olympischen Sommerspielen in Tokio galt Kendricks als Mitfavorit auf die Medaillen. Kurz vor Beginn der Leichtathletik-Wettbewerbe wurde er positiv auf COVID-19 getestet und musste sich in Quarantäne begeben. Dadurch wurde er vom olympischen Stabhochsprung-Wettbewerb ausgeschlossen. Aufgrund eines möglichen Kontakts zu Kendricks musste auch das gesamte  australische Leichtathletik-Team vorsorglich unter Quarantäne gestellt werden.
Bei den Olympischen Spielen 2024 in Paris gewann Kendricks mit 5,95 m die Silbermedaille hinter Armand Duplantis.

## Persönliche Bestleistungen
- Freiluft: 6,06 m, 27. Juli 2019, Des Moines
- Halle: 5,93 m, 25. Februar 2018, Clermont-Ferrand